# Rắn trun
Rắn trun (danh pháp hai phần: Coronella austriaca) còn gọi là rắn lãi nhẵn, rắn vẩy trơn hay rắn nước đầu nhẵn là một loài rắn trong họ Rắn nước. Loài này được Laurenti mô tả khoa học đầu tiên năm 1768.

## Hình ảnh

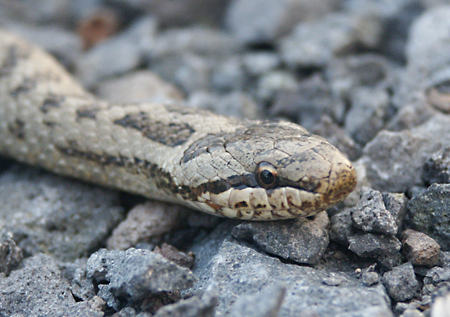
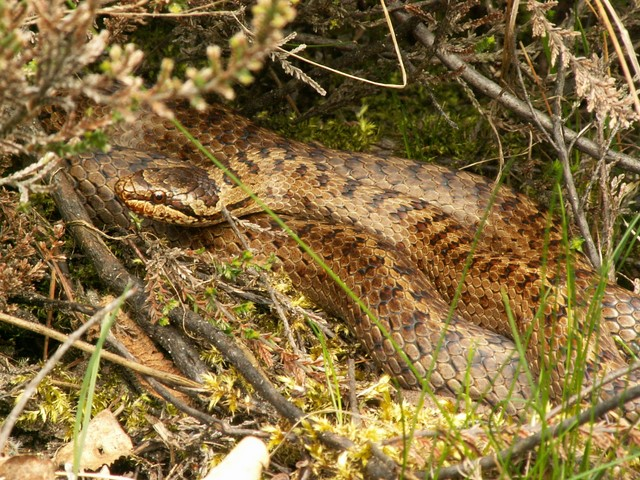
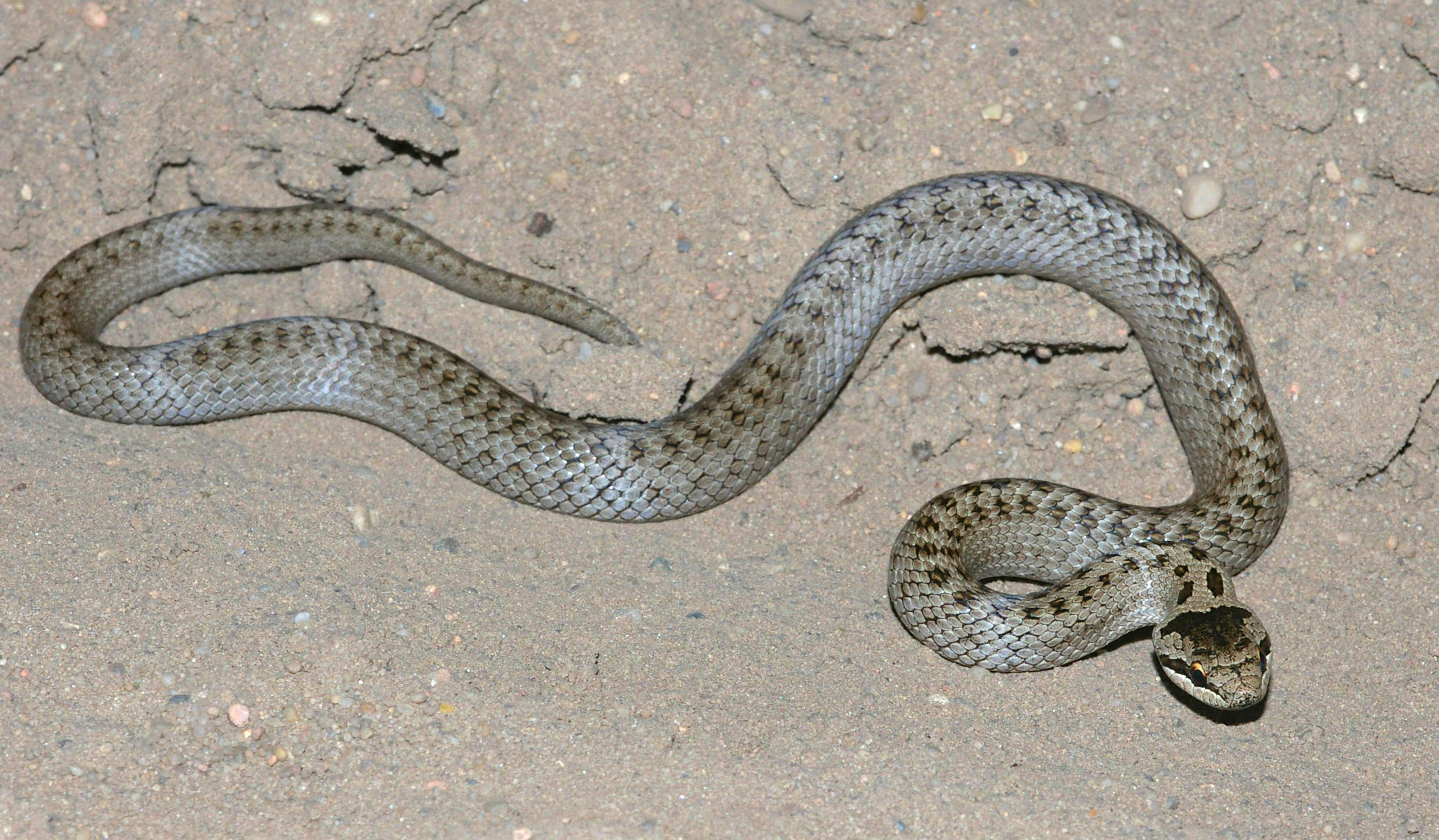
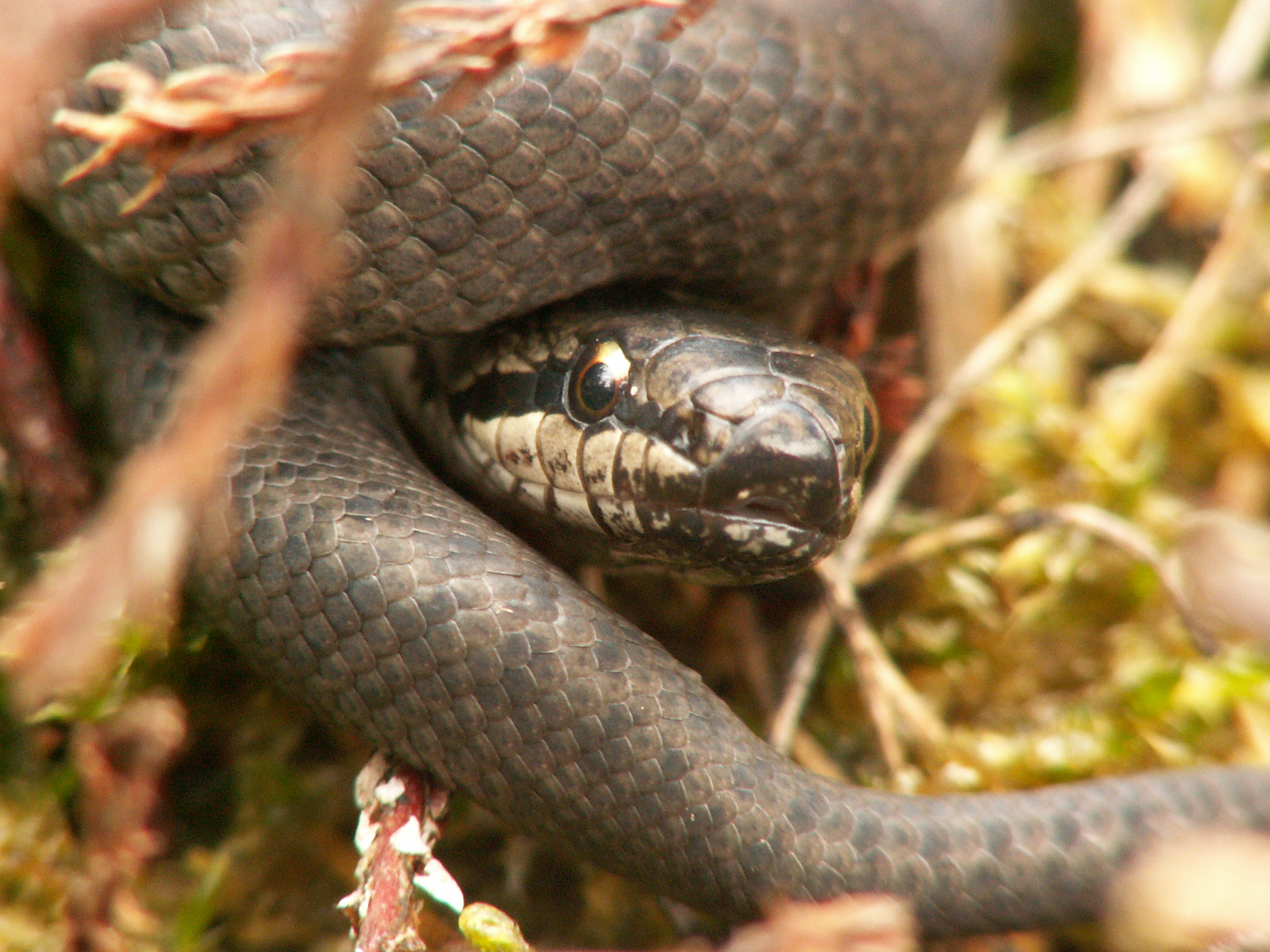